# (7598) 1994 CS
1994 سي أس (ويعرف أيضًا باسم (7598) 1994 سي أس وفق تسمية الكوكب الصغير) (بالإنجليزية: 1994 CS)‏ هو كويكب ضمن حزام الكويكبات؛ وترتيبه 7598 من حيث الاكتشاف.
اكتُشف هذا الجُرم الفلكي بواسطة هيروشي كانيدا في 4 فبراير 1994.

## وصلات خارجية
- (7598) 1994 CS في قاعدة بيانات مختبر الدفع النفاث لأجرام النظام الشمسي الصغيرة

- الاكتشاف · مخطط المدار ·  العناصر المدارية · المعلمات المادية

- (7598) 1994 CS على موقع ويكي سكاي: DSS2, SDSS, GALEX, IRAS, Hydrogen α, X-Ray, Astrophoto, Sky Map, Articles and images